# Национален съюз за напредък на Румъния
Национален съюз за напредъка на Румъния (на румънски: Uniunea Naţională pentru Progresul României) е политическа партия в Румъния, с председател Мариан Сърбу. Партията е основана през март 2010 година от бивши членове на Социалдемократическата партия и Националната либерална партия.
През 2016 година се влива в Партия „Народно движение“.